# 道嶋三山
道嶋 三山（みちしま の みやま、生没年不詳）は、奈良時代の貴族。姓は宿禰。官位は従五位上・陸奥員外介。

## 経歴
称徳朝の天平神護元年（765年）2月以降に一族と思しき牡鹿嶋足が牡鹿宿禰から道嶋宿禰に改姓しており、三山も同時に改姓したと想定される。同年12月に三山は従六位下から三階昇進して外従五位下に叙せられた。
天平神護3年（767年）陸奥少掾に任じられる。朝廷は蝦夷社会の律令化をはかるべく伊治城築造を行うが、同年10月に現地の責任者として築城を主導・推進し、三旬（30日）未満で築き上げた功績として、三山は特別に内位の従五位上に昇叙されている。同年12月に一族の嶋足が陸奥国大国造になると、三山は陸奥国造に就任した。
翌神護景雲2年（768年）陸奥介・田口安麻呂が鎮守副将軍を兼ねると、陸奥大掾であった三山は鎮守軍監を兼任。神護景雲3年（769年）陸奥員外介に昇任している。宝亀3年（772年）粟田鷹主が陸奥員外介に任ぜられているため、それ以前に陸奥員外介の官職を離れたか。
桃生城・伊治城と併せて蝦夷社会経営の拠点が築かれて行く中で、嶋足が中央の顕官に昇進したのに対し、三山は陸奥国府と鎮守府の要職を歴任し、東北の現地社会の律令化を推進した人物と評価される。

## 官歴
『続日本紀』による。
- 時期不詳：従六位下。牡鹿宿禰から道嶋宿禰に改姓
- 天平神護元年（765年） 12月13日：外従五位下
- 天平神護3年（767年） 7月3日：陸奥少掾。10月15日：従五位上（内位）。12月8日：陸奥国造
- 時期不詳：陸奥大掾
- 神護景雲2年（768年） 2月18日：兼鎮守府軍監
- 神護景雲3年（769年） 2月5日：陸奥員外介
- 宝亀3年（772年） 4月19日：辞陸奥員外介?

## 関連事項
- 日本の古代東北経営